# جام ملت‌های اروپا ۲۰۳۲
جام ملت‌های اروپا ۲۰۳۲ (به انگلیسی: UEFA Euro 2032) یا یورو ۲۰۳۲ نوزدهمین دوره از رقابت‌های فوتبال جام ملت‌های اروپا است که قرار است در ژوئن و ژوئیه سال ۲۰۳۲ برگزار شود. دو کشور ترکیه و ایتالیا برای میزبانی این رقابت‌ها توسط یوفا انتخاب شده اند. پیشنهاد روسیه مورد قبول یوفا واقع نشد. این احتمال وجود دارد که تعداد تیم‌های حاضر در این رقابت‌ها به ۳۲ تیم افزایش پیدا کند.تاریخ برگزاری یورو ٢٠٣٢ از روز جمعه ٢٢ خرداد ١۴١١ شمسی (١١ ژوئن ٢٠٣٢) آغاز و در تاریخ یکشنبه ٢١ تیر ١۴١١ (١١ ژوئیه ٢٠٣٢) به اتمام می رسد . حضور دو تیم در این مسابقات به عنوان میزبانان یورو ٢٠٣٢ قطعی است شامل کشورهای ایتالیا و ترکیه و ٢٢ تیم دیگر باید از ماه مارس ٢٠٣١ (فروردین ١۴١٠) آغاز و در ماه نوامبر ٢٠٣١ (آبان ١۴١٠) به اتمام می رسد. قرعه کشی دور نهایی یورو ٢٠٣٢ در ١ دسامبر ٢٠٣١ (١٠ آذر ١۴١٠) به انجام خواهد رسید، قهرمان این مسابقات به فینالیسیما ٢٠٣۵ صعود می‌کند و با قهرمان کوپا آمریکا دیدار پایانی فینالیسیما را برگزار خواهند کرد. 